# Anàlisi del control metabòlic
L'anàlisi del control metabòlic (MCA, de l'anglès Metabolic control analysis) és una infraestructura matemàtica que serveix per a descriure rutes genètiques, metabòliques i de senyalització. L'MCA quantifica com les variables, com ara fluxos i concentracions d'espècies, depenen de paràmetres de xarxa. En particular, és capaç de descriure com les propietats dependents de la xarxa, anomenades coeficients de control, depenen de propietats locals anomenades elasticitats.

## Coeficients de control
Un coeficient de control mesura el canvi d'estat estacionari relatiu en una variable del sistema, p. flux de ruta (J) o concentració de metabolits (S), en resposta a un canvi relatiu en un paràmetre, p.e. l'activitat enzimàtica o la taxa d'estat estacionari (vi) del pas i. Els dos principals coeficients de control són els coeficients de control de flux i de concentració. Els coeficients de control de flux es defineixen per:
{\displaystyle C_{v_{i}}^{J}=\left({\frac {dJ}{dp}}{\frac {p}{J}}\right){\bigg /}\left({\frac {\partial v_{i}}{\partial p}}{\frac {p}{v_{i}}}\right)={\frac {d\ln J}{d\ln v_{i}}}}
i coeficients de control de concentracions per:
{\displaystyle C_{v_{i}}^{S}=\left({\frac {dS}{dp}}{\frac {p}{S}}\right){\bigg /}\left({\frac {\partial v_{i}}{\partial p}}{\frac {p}{v_{i}}}\right)={\frac {d\ln S}{d\ln v_{i}}}}

### Teoremes de resum
El teorema de suma de control de flux va ser descobert de forma independent pel grup Kacser / Burns i el grup Heinrich / Rapoport a principis dels anys 70 i finals dels anys seixanta. El teorema de suma de control de flux implica que els fluxos metabòlics són propietats sistèmiques i que el seu control és compartit per totes les reaccions del sistema. Quan una única reacció canvia el seu control del flux, aquesta resta compensada per canvis en el control del mateix flux.
{\displaystyle \sum _{i}C_{v_{i}}^{J}=1}
{\displaystyle \sum _{i}C_{v_{i}}^{S}=0}

## Coeficients d'elasticitat
El coeficient d'elasticitat mesura la resposta local d'un enzim o una altra reacció química davant els canvis en el seu entorn. Aquests canvis inclouen factors com ara substrats, productes o concentracions d'efectors. Per a més informació, consulteu la pàgina dedicada a Coeficients d'Elasticitat.

### Teoremes de connectivitat
Els teoremes de connectivitat són relacions específiques entre elasticitats i coeficients de control. Són útils perquè posen de relleu l'estreta relació entre les propietats cinètiques de les reaccions individuals i les propietats del sistema d'una via. Existeixen dos conjunts bàsics de teoremes, un per a flux i un altre per a concentracions. Els teoremes de connectivitat de concentració es tornen a dividir segons si l'espècie del sistema {\displaystyle S_{n}}és diferent de l'espècie localecies {\displaystyle S_{m}}.
{\displaystyle \sum _{i}C_{i}^{J}\varepsilon _{S}^{i}=0}
{\displaystyle \sum _{i}C_{i}^{S_{n}}\varepsilon _{S_{m}}^{i}=0\quad n\neq m}
{\displaystyle \sum _{i}C_{i}^{S_{n}}\varepsilon _{S_{m}}^{i}=-1\quad n=m}